# Rhipidura semirubra
Rhipidura semirubra е вид птица от семейство Rhipiduridae. Видът е световно застрашен, със статут Уязвим.

## Разпространение
Видът е разпространен в Папуа Нова Гвинея.